# Friesodielsia affinis
Friesodielsia affinis là loài thực vật có hoa thuộc họ Na. Loài này được (Hook.f. & Thomson) D.Das mô tả khoa học đầu tiên năm 1963.